# VLAN Trunking Protocol
VTP ou VLAN Trunking Protocol est un protocole de niveau 2 utilisé pour configurer et administrer les VLAN sur les périphériques Cisco.

## Fonctionnement
VTP permet d'ajouter, renommer ou supprimer un ou plusieurs réseaux locaux virtuels sur un seul commutateur (le serveur) qui propagera cette nouvelle configuration à l'ensemble des autres commutateurs du réseau (clients). VTP permet ainsi d'éviter toute incohérence de configuration des VLAN sur l'ensemble d'un réseau local.
VTP fonctionne sur les commutateurs Cisco dans un de ces trois modes : 
- client
- serveur
- transparent

Les administrateurs peuvent changer les informations de VLAN sur les commutateurs fonctionnant en mode serveur uniquement. Une fois que les modifications sont appliquées, elles sont distribuées à tout le domaine VTP au travers des liens « trunk » (Cisco ISL ou IEEE 802.1Q). En mode transparent, le switch reçoit les mises à jour et les transmet à ses voisins sans les prendre en compte. Il peut créer, modifier ou supprimer ses propres VLAN mais ne les transmet pas. Les switches en mode client appliquent automatiquement les changements reçus du domaine VTP.
Il existe trois versions de VTP : V1, V2 et V3. 
La version V2 permet de gérer les VLAN token rings. 
VTP V1 et V2 permettent de gérer les VLAN de la plage « normale » (VLAN ID compris entre 1 et 1005). La création de VLAN dans la plage étendue (VLAN ID de 1006 à 4094) n'est possible qu'avec la version V3.
Les configurations VTP successives du réseau ont un numéro de révision. Si le numéro de révision reçu par un switch client est plus grand que celui en cours, la nouvelle configuration est appliquée. Sinon, elle est ignorée. 
Quand un nouveau commutateur est ajouté au domaine VTP, le numéro de révision de celui-ci doit être réinitialisé pour éviter les conflits.